# Bay of Polish Geodesists
Die Bay of Polish Geodesists (englisch, polnisch Zatoka Polskich Geodetów ‚Bucht der polnischen Landvermesser‘) ist eine Bucht des Algae Lake an der Knox-Küste des ostantarktischen Wilkesland. Sie liegt nahe der Dobrowolski-Station in der Bunger-Oase.
Polnische Wissenschaftler benannten sie nach den Geodäten zweier polnischer Antarktisexpeditionen von 1958 bis 1959 und von 1978 bis 1979.